# Järfälla kommunala realskola
Järfälla kommunala realskola var en realskola i Jakobsberg verksam från 1959 till 1966.

## Historia
Skolan inrättades 1959 och upphörde 1966.
Realexamen gavs från 1962 till 1966..
Skolbyggnad var främst paviljonger till Aspnäs skola/Jakobsbergs skola från 1961 som efter realskoletiden används av Aspnässkolan.